# Paranonyma multilineata
Paranonyma multilineata là một loài bọ cánh cứng trong họ Cerambycidae.